# Sabinoides
Sabinoides es un género de foraminífero bentónico de la familia Glabratellidae, de la superfamilia Glabratelloidea, del suborden Rotaliina y del orden Rotaliida. Su especie tipo era Sabinoides densiformis. Su rango cronoestratigráfico abarcaba el Holoceno.

## Clasificación
Sabinoides incluye a las siguientes especies:
- Sabinoides ambigens
- Sabinoides densiformis
- Sabinoides sanmiguelensis
- Sabinoides scrupulosa
- Sabinoides semitranslucens
- Sabinoides taguscovensis

Otra especie considerada en Sabinoides es:
- Sabinoides patula, de posición genérica incierta